# Bai
Los bai (chino: 白族; pinyin: bái zú) son una minoría étnica, una de las 56 reconocidas por el gobierno de la República Popular China.
La mayoría de los bai habita en las zona de Dali, de la provincia de Yunnan. Solo una pequeña parte de esta comunidad reside en las vecinas provincias de Sichuan, Guizhou y Hunan.

## Idioma
Tienen su propia lengua, llamada también bai, de origen tibetano. La lengua bai no tiene forma escrita aunque se la puede transcribir utilizando los caracteres chinos. Algunos lingüistas han desarrollado un método de transcripción alfabética, una gramática y un diccionario de la lengua bai. Aunque unos 900.000 bai hablan este lenguaje, el idioma más utilizado en la actualidad entre los miembros de la tribu es el chino.
La lengua bai se divide en tres dialectos principales alrededor de las zonas de Dali, Jianchuan y Lanpin. Este último dialecto es el más antiguo de los tres y contiene, al igual que el de Jianchuan, voces nasales que han desaparecido entre los hablantes de dali. 

## Historia
Durante las dinastías Han y Jin, los bai eran conocidos como kunming. Posteriormente, recibieron el nombre de heman, baiman y bairen. El nombre oficial de bai se lo dio el gobierno de la República Popular, ya que esta etnia viste normalmente de color blanco (Bai significa blanco en chino).

## Cultura

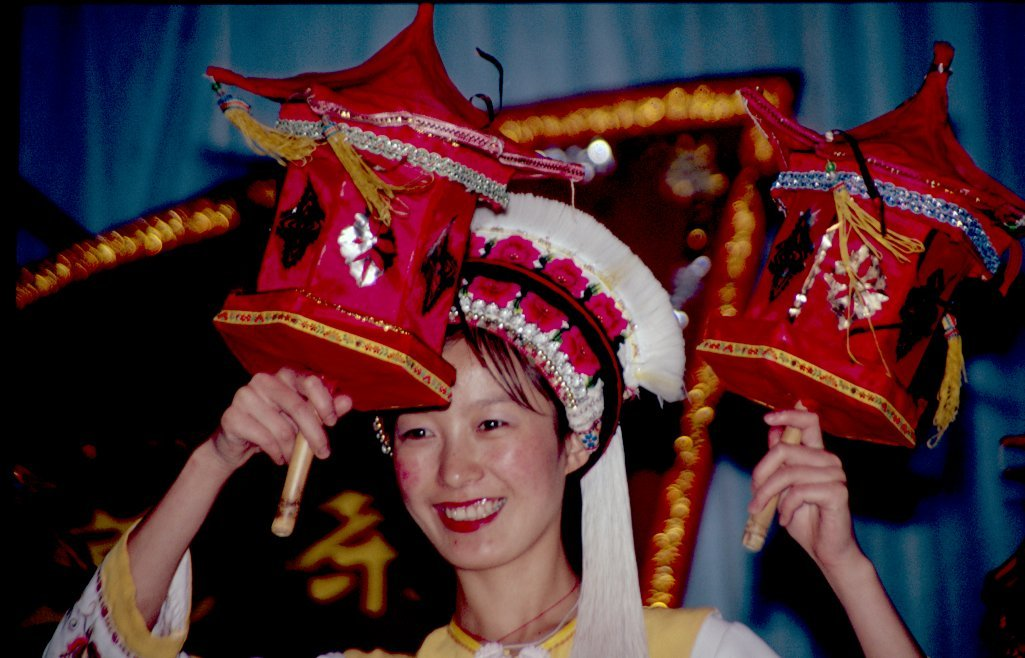
Bailarina bai.

La economía de los bai se basa en la agricultura y la pesca. Entre los principales productos agrícolas que producen destacan el arroz, las judías, el algodón, tabaco y caña de azúcar.
Para los bai, el poblado es la unidad social más importante después de la familia. Los matrimonios son monógamos y, al contrario de lo que sucede en otras tribus chinas, las mujeres están igual de consideradas que los hombres. Hombres y mujeres realizan el mismo tipo de trabajo en el campo. Las mujeres Bai son conocidas por su habilidad en transportar cargas pesadas a largas distancias.
Los hombres suelen vestir camisas largas de color blanco. Los vestidos de las mujeres varían en los diferentes poblados. Suelen llevar zamarras así como chalecos. En algunas zonas, las mujeres se peinan de manera especial. Este peinado, llamado Fengdiantou, consiste en envolver el pelo con una tela bordada o de color negro.

## Religión
Aunque un pequeño grupo profesa el budismo tibetano, la mayoría de los bai cree en un dios local o Benzhu. El significado de este dios cambia según los diferentes poblados y mientras para uno es un héroe nacional, para otros es el dios de la naturaleza.